# 320 (číslo)
Tři sta dvacet je přirozené číslo, které následuje po čísle tři sta devatenáct a předchází číslu tři sta dvacet jedna. Římskými číslicemi se zapisuje CCCXX a řeckými číslicemi τκ.

## Matematika
320 je:
- Abundantní číslo
- Šťastné číslo
- Nepříznivé číslo

## Astronomie
- (320) Katharina je planetka hlavního pásu, kterou objevil v roce 1891 Johann Palisa

## Doprava
- Silnice II/320 je česká silnice II. třídy vedoucí na trase Libel – Voděrady – Přepychy[1][2]

## Roky
- 320
- 320 př. n. l.